# Abdelkader Zitouni
Abdelkader Zitouni (Limoges, 1981–) tunéziai származású tahiti nemzetközi labdarúgó-játékvezető. Más források szerint Kader Zitouni.

## Pályafutása

### Hazai játékvezetés
Játékvezetésből Limogesben vizsgázott. A Haute-Viennei megyei Labdarúgó-szövetség által üzemeltetett labdarúgó bajnokságokban kezdte sportszolgálatát. A Tahiti Labdarúgó-szövetség Játékvezető Bizottságának (JB) minősítésére az 1. Liga bírója. Küldési gyakorlat szerint rendszeres 4. bírói szolgálatot is végez..

### Nemzetközi játékvezetés
A Tahiti labdarúgó-szövetség JB terjesztette fel nemzetközi játékvezetőnek, a Nemzetközi Labdarúgó-szövetség (FIFA) 2012-től tartja nyilván bírói keretében. A FIFA JB központi nyelvei közül a franciát beszéli. Több nemzetek közötti válogatott, valamint OFC-bajnokok ligája klubmérkőzést vezetett, vagy működő társának 4. bíróként segített.

#### Labdarúgó-világbajnokság
A  2014-es labdarúgó-világbajnokságon a FIFA JB bíróként alkalmazta. Selejtező mérkőzést az Óceániai Labdarúgó-szövetség (OFC) zónában vezetett.
| Időpont           | Helyszín                          | Mérkőzés típusa           | Mérkőzés                      | Eredmény | Nézők száma |
| ----------------- | --------------------------------- | ------------------------- | ----------------------------- | -------- | ----------- |
| 2012. október 16. | Numa-Daly Magenta Stadion, Nouméa | előselejtező (3. forduló) | Új-Kaledónia–Salamon-szigetek | 5 – 0    | 4 000       |

#### OFC-nemzetek kupája
A 2012-es OFC-nemzetek kupáján az OFC JB bíróként alkalmazta. A torna egyben a  2014-es labdarúgó-világbajnokság selejtezőinek egyik helyszíne.
| Időpont          | Helyszín                     | Mérkőzés típusa           | Mérkőzés                                               | Eredmény | Nézők száma |
| ---------------- | ---------------------------- | ------------------------- | ------------------------------------------------------ | -------- | ----------- |
| 2012. június 4.  | Lawson Tama Stadion, Honiara | előselejtező (C. csoport) | Fidzsi-szigetek–Salamon-szigeteki labdarúgó-válogatott | 0 – 0    | 12 000      |
| 2012. június 6.  | Lawson Tama Stadion, Honiara | előselejtező (C. csoport) | Pápua Új-Guinea–Fidzsi-szigeteki labdarúgó-válogatott  | 1 – 1    | 3 000       |
| 2012. június 10. | Lawson Tama Stadion, Honiara | bronzmérkőzés             | Salamon-szigeteki labdarúgó-válogatott–Új-Zéland       | 3 – 4    | 15 000      |

#### Csendes-óceáni bajnokság
A 2011-es Csendes-óceáni labdarúgó tornán az OFC JB hivatalnoki feladatokkal bízta meg. 
| Időpont             | Helyszín                      | Mérkőzés típusa              | Mérkőzés                                       | Eredmény |
| ------------------- | ----------------------------- | ---------------------------- | ---------------------------------------------- | -------- |
| 2011. augusztus 30. | Rivière Salée Stadion, Nouméa | csoportmérkőzés (A. csoport) | Guam–Új-zélandi labdarúgó-válogatott           | 0 – 9    |
| 2011. szeptember 1. | Rivière Salée Stadion, Nouméa | csoportmérkőzés (A. csoport) | Vanuatu–Salamon-szigeteki labdarúgó-válogatott | 1 – 0    |
| 2011. szeptember 5. | Rivière Salée Stadion, Nouméa | csoportmérkőzés (A. csoport) | Guami labdarúgó-válogatott–Tuvalu              | 1 – 1    |

#### Ifjúsági olimpiai játékok
A Labdarúgás a 2014. évi nyári ifjúsági olimpiai játékokon a FIFA JB bírói szolgálatra foglalkoztatta. 
| Időpont             | Helyszín                                 | Mérkőzés típusa              | Mérkőzés                               | Eredmény | Nézők száma |
| ------------------- | ---------------------------------------- | ---------------------------- | -------------------------------------- | -------- | ----------- |
| 2014. augusztus 15. | Jiangning Sports Center Stadion, Nanking | csoportmérkőzés (A. csoport) | Hondurasi labdarúgó-válogatott–Izland  | 0 – 5    | 8312        |
| 2014. augusztus 25. | Jiangning Sports Center Stadion, Nanking | 5. helyért                   | Honduras–Vanuatui labdarúgó-válogatott | 5 – 0    | 8102        |

#### Nemzetközi kupamérkőzések
Vezetett kupadöntők száma: 1.

##### OFC-bajnokok ligája
| Időpont         | Helyszín                  | Mérkőzés típusa     | Mérkőzés                    | Eredmény | Nézők száma |
| --------------- | ------------------------- | ------------------- | --------------------------- | -------- | ----------- |
| 2014. május 10. | Városi Stadion, Port Vila | döntő első mérkőzés | Amicale FC–Auckland City FC | 1 – 1    | 10 000      |